# Saldenburg
Saldenburg è un comune tedesco di 1 940 abitanti, situato nel land della Baviera.